# Jack Hannah
Jack Hannah (5. januar 1913 – 11. juni 1994) var en animator, tekstforfatter og instruktør af animerede kortfilm.
Han startede som ansat ved Walt Disney studierne. Hans første opgave var som animator på kortfilmen Modern Inventions som blev udsendt den 29. maj 1937). Efter tretten film som animator blev han manuskriptforfatter først i Donald's Nephews som blev udsendt den 15. april 1938). Han fik kredit som forfatter på 21 film.
I 1942 hjalp han Carl Barks med at lave de første to tegneseriehistorier, Pluto Saves the Ship og Donald Duck Finds Pirate Gold. I modsætning til Barks forlod han ikke studiet herefter, men blev endelig instruktør på sine film. Kortfilmen Donald's Off Day, der blev udsend den 8. december 1941 var den første af 94 film, som han instruerede. Hans produktion omfatter de fleste af de korte film med Anders And, Chip og Chap og Humphrey the Bear, selv om han også instruerede nogle kortfilm med Fedtmule, Mickey Mouse, Pluto eller mindre Walt Disney figurer. Udover dette instruerede han også en række film for Walter Lantz's studio hvor Søren Spætte optrådte sammen med en række mindre figurer. Da Disney stoppede med at producere små tegnefilm flyttede Hannah til Lantz's Studie på en mere permanent basis. Udover at instruere kortfilm blev han også assisterende instruktør på TV serien Søren Spætte Showet, som blev udsendt første gang den 3. oktober 1957. Hans sidste opgave som instruktør var kortfilmen Charlie's Mother-In-Law, som blev udsendt den 16. april 1963). Herefter gik han på pension.
Hannah var en af grundlæggerne, sammen med T. Hee, af "Character Animation program" ved "California Institute of the Arts". 
Han blev æret som en "Disney Legende" i 1992. Ligesom Carl Barks får æren for at have udviklet Anders Ands personlighed i tegneserien får Jack Hannah æren for at udvikle, og måske endda skabe, personligheden i den animerede version.